# Bitva v průsmyku Roncevaux (824)
Bitva v průsmyku Roncevaux v roce 824, někdy také nazývaná druhou bitvou v Roncevaux, byla opět součástí konfliktu mezi karolinským impériem a Basky, tentokráte podpořenými muslimskou armádou. Tato druhá bitva, na stejném místě po 46 letech, měla dokonce podobný průběh – Baskové útočili z krytu zalesněných strání na franskou armádu, roztaženou do délky v úzkém průsmyku, při jejím návratu domů na sever z pyrenejské výpravy.
Franská armáda odešla z bitvy opět poražena a její vojevůdci, Aeblus a Aznar Sanchez, byli zajati. Tento střet měl ale pro Franky vážnější důsledky než předchozí bitva v roce 778 – založení nezávislého království pamplonského.

## Pozadí bitvy
Po nepříliš úspěšné výpravě Ludvíka Pobožného do Pamplony kolem roku 814 a poté, co se rozšířila zpráva o smrti Karla Velikého (814), kmenový vůdce Basků Enneko Aritza, který udržoval dobré vztahy s muslimskou dynastií Banú Kasi, porazil v bitvě u Pancorbo franského vazala Baleska z Pamplony a zmocnil se pamplonské pevnosti. V roce 816 se baskická revolta rozšířila z Pamplony na sever přes Pyreneje a Ludvík Pobožný sesadil Seguina, hraběte z Bordeaux, kterého v roce 812 jmenoval baskickým vévodou, za to, že s rebely sympatizoval a v podstatě rebelii umožnil.
Baskičtí vůdci rebelie po obou stranách Pyrenejí však byli již v roce 817 Ludvíkem poraženi v Dax. Vévodou byl jmenován Lupus Centullo, ale byl téměř okamžitě odvolán, neboť se také vzbouřil. Zhruba ve stejné době, v roce 820, byl v Aragonii baskickým a Ennekovým spojencem hrabětem Garciou Malo sesazen pro-franský hrabě Aznar Galindez. Celé Baskicko bylo v tomto okamžiku v nejistém stavu permanentní rebelie a vypadalo to, že Frankové ztrácejí moc nad hispánskými markami.

## Bitva

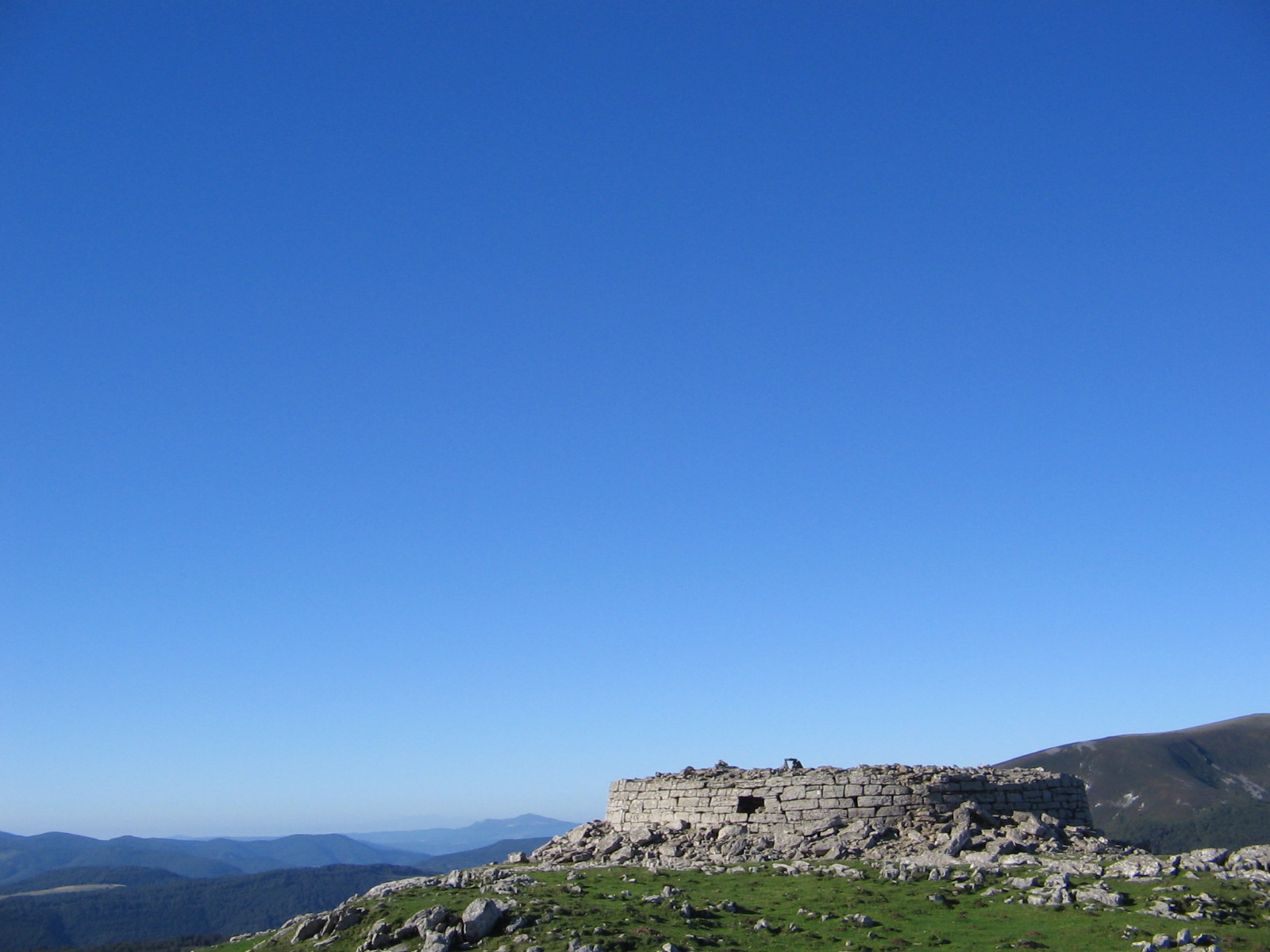
Římská strážní věž v blízkosti průsmyku Roncevaux

V roce 824 dali Frankové opět dohromady armádu. Jedné části, baskickým jednotkám rekrutovaným z oblasti dnešního Gaskoňska, velel vévoda baskický Aznar Sanchez, druhé části, franským jednotkám, velel hrabě Aeblus. Takto sestavené spojenecké vojsko se vydalo na jih s cílem zničit baskickou rebelii v Pamploně. Jednotky se dostaly až k pamplonské pevnosti bez jakéhokoli odporu a s vědomím, že dosáhly svého cíle, se vydaly zpět na sever, s vydatnou kořistí z vydrancovaného města.
Podle Umayyadských kronikářů spojené síly navarské (Enneko Aritza), aragonské a muslimské z Banú Kasi, ukryté v lesním porostu, očekávaly karolinskou armádu v úzkých průsmycích v oblasti Cize. Baskové plně využili znalosti domácího terénu a nedali franské armádě šanci. Oba franští velitelé byli zajati.

## Důsledky

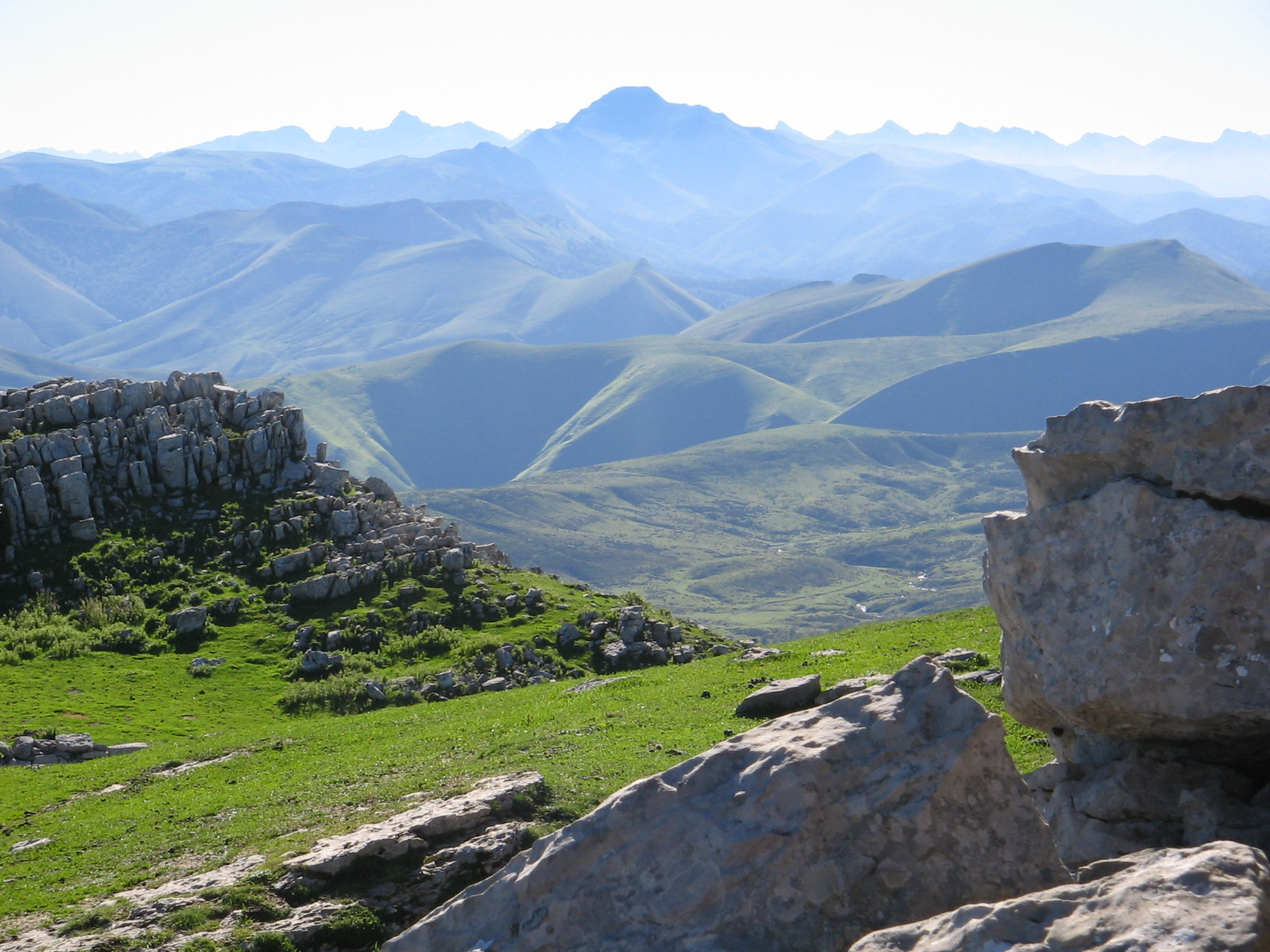
Horské průsmyky v oblasti Cize

Zatímco franský hrabě Aeblus byl poslán do vězení v Córdobě, Aznar Sánches byl díky příbuzenským vztahům s vítězi propuštěn. Enneko Aritza se jako vítěz bitvy stal nesporným vládcem Pamplony. Vytvoření nezávislého baskického království definitivně vedlo k oddělení teritorií jižně od Pyrenejí od baskického vévodství, podřízeného Frankům a také ke ztrátě franské kontroly nad hispánskými markami. Zároveň vedlo k navázání sice proměnlivých, ale přece jen trvalejších a přátelských vztahů mezi králi pamplonskými a dynastií Banú Kasi.